# عماد الدين حسين
عماد الدين حسين، صحفي مصري، ورئيس تحرير جريدة الشروق المصرية.
كاتب صحفي له عمود يومي ينشر في الصفحة الثانية بجريدة الشروق وعلى بواية الشروق عنوانه «علامة تعجب». وله أيضا مقال رأي اسبوعي كل خميس في موقع «دويتشه فيلا» الألماني.
هو أيضا معلق تلفزيوني في العديد من الفضائيات المصرية والعربية والعالمية. قبل توليه رئاسة تحرير كان مديرا للتحرير، بعد أن عاد من دبي وأستقر في مصر، بعد عشر سنوات عمل فيها بجريدة البيان الإماراتية، وقبل السفر عمل محررا ورئيسا لاقسام الاخبار والتحقيقات وكاتب مقال في العديد من الصحف مثل صوت العرب ومصر الفتاة والعالم اليوم والجمهورية وعمل أيضا مراسلا للعديد من الصحف العربية.
مولود في قرية التمساحية مركز القوصية محافظة أسيوط في 22 نوفمبر 1964. متزوج وله أربعة أبناء.